# Amankänd
Amankänd (azerbajdzjanska: Amankənd) är en ort i Azerbajdzjan.   Den ligger i distriktet Biläsuvar, i den sydöstra delen av landet, 170 kilometer sydväst om huvudstaden Baku. Amankänd ligger 45 meter över havet och antalet invånare är 3 245.
Terrängen runt Amankänd är platt. Närmaste större samhälle är distriktshuvudorten Biläsuvar, 11,5 kilometer nordost om Amankänd.
Trakten runt Amankänd består till största delen av jordbruksmark. Runt Amankänd är det ganska tätbefolkat, med 96 invånare per kvadratkilometer.